# Storm (Vanessa-Mae)
Storm è un album in studio della musicista thailandese naturalizzata britannica Vanessa-Mae, pubblicato nel 1997.

## Tracce
1. Summer Haze – 3:11
2. Storm (cover of Antonio Vivaldi: The Four Seasons - Summer: III. Presto) – 3:43
3. Retro – 3:57
4. Bach Street Prelude – 4:25
5. Leyenda – 6:32
6. (I) Can, Can (You?) – 3:40
7. Happy Valley – 6:32
8. A Poet's Quest (For a Distant Paradise) – 4:31
9. Embrasse Moi (You Fly Me Up) – 5:03
10. Aurora – 4:56
11. I'm a Doun – 4:28
12. I Feel Love (cover Donna Summer) – 6:57
13. Hocus Pocus (cover Focus) – 3:14
14. The Blessed Spirits – 8:16